# Октябрьуголь
Октябрьуголь, угледобывающая государственная холдинговая компания (центр — город Кировское Донецкой области, Украина). Добыча угля в 2001 году составляет 1 343,259 тысяч тонн. В объединение входят 6 шахт:
1. «Ждановская»,
2. «Зуевская»,
3. «Иловайская»,
4. имени 60 лет ВОСР,
5. «Коммунист»,
6. «Рассвет»

А также: ЦОФ «Торезская», автобаза, предприятие по ремонту и наладке горно-шахтного оборудования, предприятие по сбыту продукции материалов и оборудования, предприятие по сбыту угольной продукции («Октябрьуглепоставка»), управление жилищно-коммунальным хозяйством, управление по монтажу, демонтажу и ремонту горно-шахтного оборудования, управление по профилактике, гашению породных отвалов и рекультивации земель, энергетическое управление, шахтостроительное управление № 8, узел производственно-технической связи, информационно-вычислительный центр.
Ранее в состав объединения входили Шахтоуправление «Кировское» и Шахта «Комсомолец Донбасса».
Закрылись согласно программе закрытия неперспективных шахт
- в 1996 году:
  - «Крымская»,
  - «Харцызская»,
- в 2000 году:
  - «Донецкая».